# Nevrina africalis
Nevrina africalis är en fjärilsart som beskrevs av M.Gaede 1917. Nevrina africalis ingår i släktet Nevrina och familjen Crambidae. Inga underarter finns listade i Catalogue of Life.